# Excoecaria simii
Excoecaria simii är en törelväxtart som först beskrevs av Carl Ernst Otto Kuntze, och fick sitt nu gällande namn av Ferdinand Albin Pax. Excoecaria simii ingår i släktet Excoecaria och familjen törelväxter. Inga underarter finns listade i Catalogue of Life.